# Feldrain

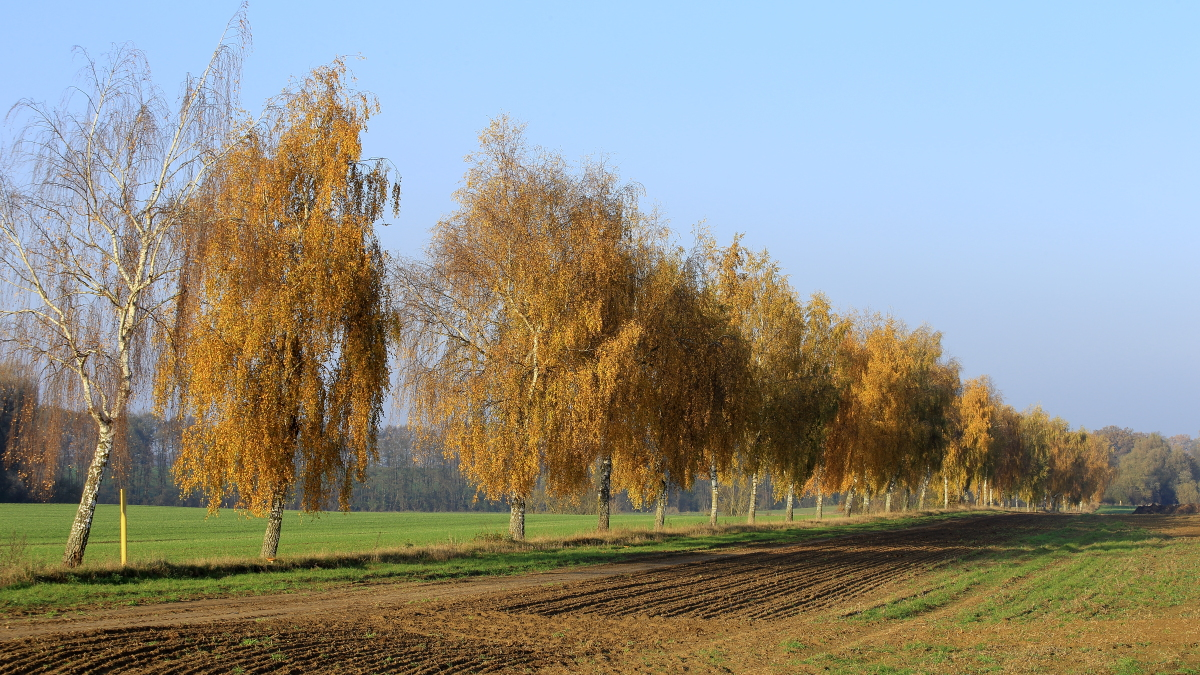
Feldrain mit herbstlichen Birken in Mecklenburg

Feldrain ist ein alter deutscher Begriff für den Randstreifen eines Feldes („Flurgrenze“) sowie für den Übergang zwischen einer Feldterrasse zur nächsten („Stufenrain“). Ein Rain ist ein meist grasbewachsener Grenzstreifen zwischen zwei Äckern oder Fluren.

## Etymologie

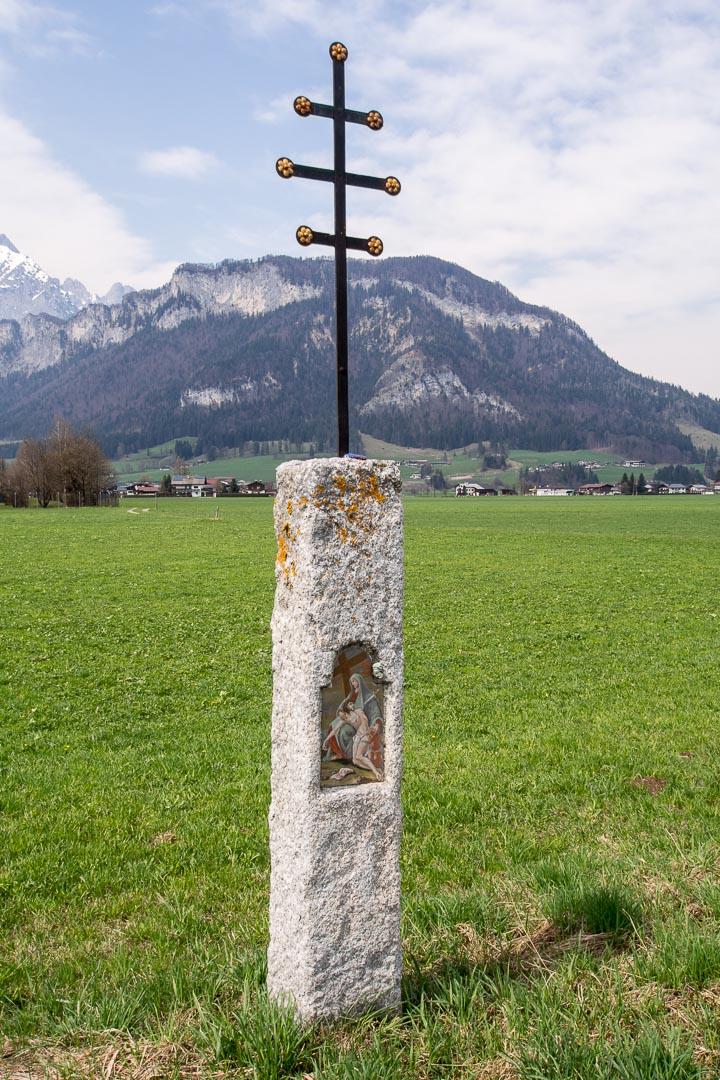
Feldrain mit Bildstock in Tirol

Althochdeutsch -rein ist nur in Zusammensetzungen belegt. So beispielsweise auch im althochdeutschen Wort reinifano für den Reinfarn. Die ursprüngliche Bedeutung ‘Grenzfahne’, ergibt sich daraus, dass der hohe, gelbblütige Wuchs der Pflanze als Grenzzeichen angesehen wurde.
Bildungen mit der Endsilbe -rain sind verbreitete Flurnamen.

## Nutzen
Feldraine wurden früher zur Heugewinnung ein- oder zweimal jährlich mit der Sense gemäht oder mit Vieh abgehütet. Heute sind sie – regional unterschiedlich – nicht selten mit Hecken und Büschen bewachsen; auf diese Weise können die Felder vor Erosion durch Wind geschützt werden. Feldraine bieten Lebensräume für Vögel und Kleinlebewesen aller Art und gehören ökologisch gesehen zu den „Saumbiotopen“. Wie alle diese schmalen und damit nicht sonderlich auffälligen Grenzflächen sind sie gefährdet durch Unterpflügen, Herbizide und den völligen Wegfall durch Flurbereinigungen.

## Sonstiges
Sogenannte „Fußwenden“ sind nicht genutzter Ackerraum am (schmaleren) Rand eines Feldes. Landmaschinen brauchen den Platz zum Wenden.

## Kulturgeschichte
Auf Feldrainen stehen oft – regional unterschiedlich – Feld- oder Flurkreuze sowie Bildstöcke und manchmal sogar Kapellen.